# Copiapoa humilis

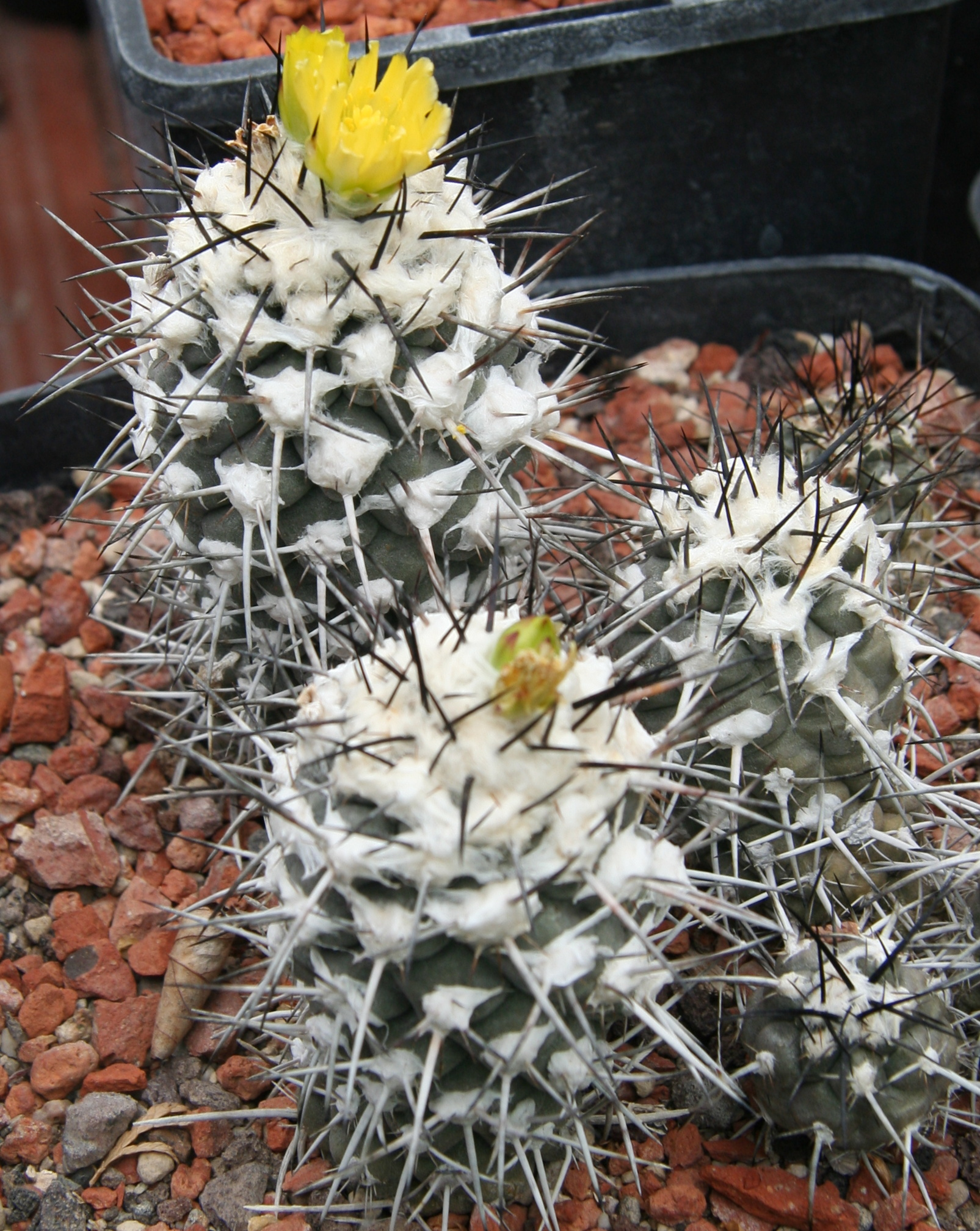
Copiapoa humilis subsp. australis

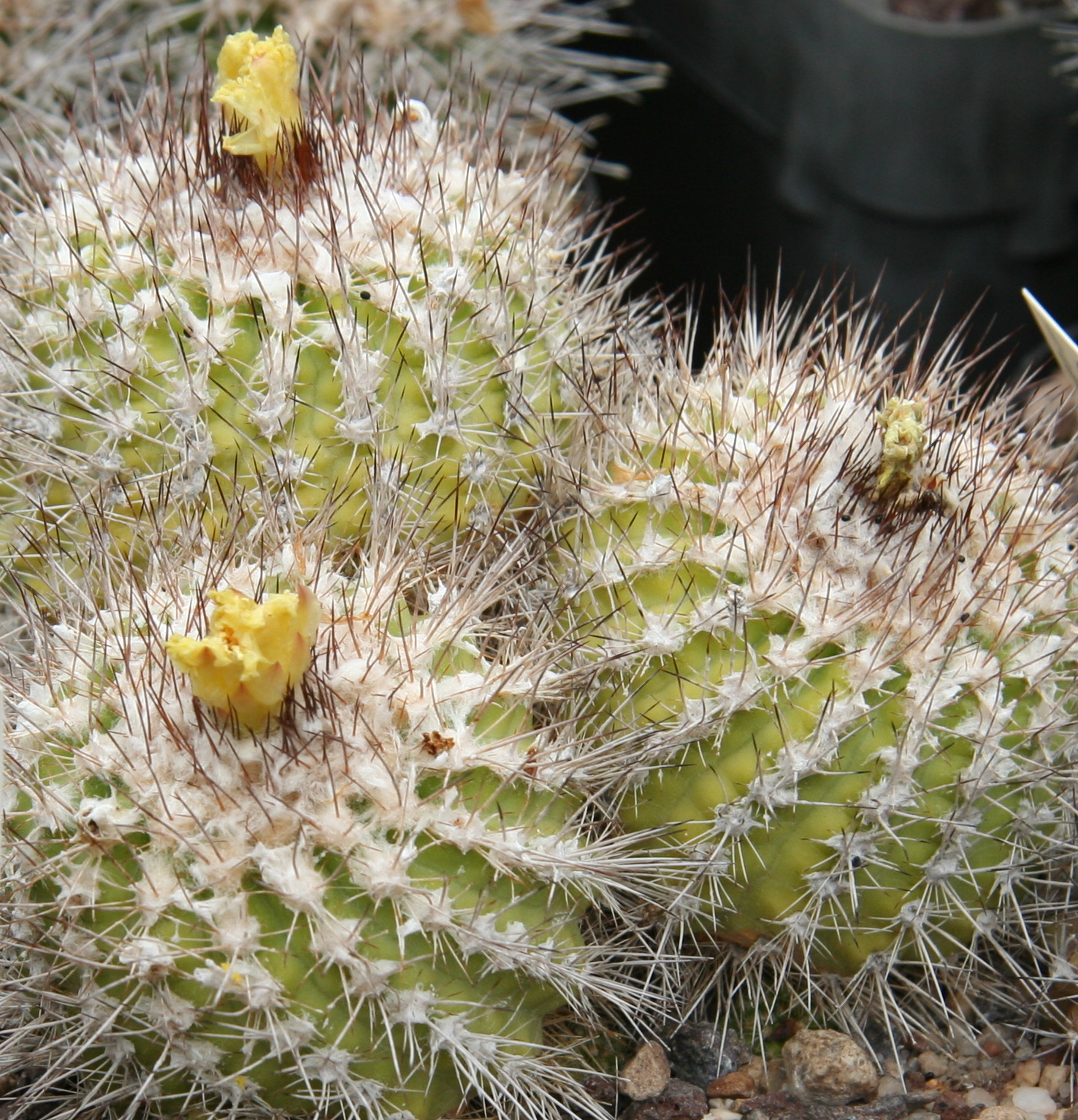
Copiapoa humilis subsp. variispinata

Copiapoa humilis ist eine Pflanzenart aus der Gattung Copiapoa in der Familie der Kakteengewächse (Cactaceae). Das Artepitheton humilis stammt aus dem Lateinischen und bedeutet ‚niedrig‘.

## Beschreibung
Copiapoa humilis wächst manchmal einzeln, zumeist jedoch Gruppen bildend mit großen Pfahlwurzeln, die mit ihrem langen schlanken Hals mit dem Pflanzenkörper verbunden sind. Die olivgrünen bis dunkelgrünen Triebe sind kugelig geformt. Sie werden 4 bis 8 Zentimeter hoch und 3 bis 10 Zentimeter im Durchmesser groß. Die 8 bis 16 Rippen sind deutlich in Höcker gegliedert. Die Areolen sind hiervon deutlich entfernt. Sie sind jung mit weißer Wolle besetzt. Bis zu 4 Mitteldornen, manchmal an Jungtrieben auch fehlend, sind ziemlich schlank und abstehend. Sie sind grau, gerade oder gebogen und 1 bis 3,5 Zentimeter lang. Die 6 bis 13 Randdornen sind nadelig. Sie liegen am Körper an und sind 0,2 bis 2,5 Zentimeter lang.
Die dunkelgelben Blüten duften. Sie sind 3 bis 4 Zentimeter lang. Die runden, nackten Früchte sind leuchtend rot oder auch grün bis braun und bis zu 8 Millimeter lang.

## Verbreitung, Systematik und Gefährdung
Copiapoa humilis ist in Chile in der Region Antofagasta im Gebiet zwischen Tocopilla bis Huasco küstennah verbreitet.
Die Erstbeschreibung als Echinocactus humilis durch Rudolph Amandus Philippi wurde 1860 veröffentlicht. Dieser Name war jedoch illegitim da bereits der Name Echinocactus humilis Pfeiff. (1837) existierte. Paul Clifford Hutchison (1924–1997) stellte die Art 1953 in die Gattung Copiapoa. Dabei behielt er das Artepitheton humilis bei und es entstand ein neuer Name (nom. nov.) für dieses Taxon.
Es werden folgende Unterarten unterschieden:
- Copiapoa humilis subsp. humilis:
Die Nominatform hat große leuchtend gelbe Blüten von bis zu 5 Zentimeter Durchmesser.
- Copiapoa humilis subsp. matancillensis I.Schaub & Keim
- Copiapoa humilis subsp. tenuissima (F.Ritter ex D.R.Hunt) D.R.Hunt:
Die Erstbeschreibung erfolgte 2002 als Copiapoa hypogaea subsp. tenuissima durch David Richard Hunt.[6] Ein Jahr später stellte David Richard Hunt die Unterart zu Copiapoa humilis.[7] Die Unterart hat gelbe Blüten, die außen einen rötlichen Hauch haben. Sie sind 2,5 Zentimeter im Durchmesser groß.
- Copiapoa humilis subsp. tocopillana (F.Ritter) D.R.Hunt:
Die Erstbeschreibung erfolgte 1980 als Copiapoa tocopillana durch Friedrich Ritter.[8] David Richard Hunt stellte die Art 2002 als Unterart zu Copiapoa humilis.[6] Die Unterart ist das nördlichste Element des Copiapoa humilis Komplexes. Die Blüten haben an den Perianthsegmenten außen dunkle Mittelstreifen.
- Copiapoa humilis subsp. variispinata (F.Ritter) D.R.Hunt:
Die Erstbeschreibung erfolgte 1980 als Copiapoa variispinata durch Friedrich Ritter.[9] David Richard Hunt stellte die Art 2002 als Unterart zu Copiapoa humilis.[6] Die Unterart hat gelbe Blüten von 3 Zentimeter Durchmesser mit einem rötlichen Mittelstreifen.

In der Roten Liste gefährdeter Arten der IUCN wird die Art als „Near Threatened (NT)“, d. h. als gering gefährdet geführt. Die Unterarten wurden nicht separat erfasst.

## Nachweise